# Mazop (Ort)
Mazop ist ein osttimoresischer Ort im Suco Ai-Assa (Verwaltungsamt Bobonaro, Gemeinde Bobonaro). Er liegt im Süden der Aldeia Mazop, auf einer Meereshöhe von 608 m. Das Dorf reicht vom Westhang des Berges Lolo Mazop herab bis zum Tal zwischen dem Berg und seinem Nachbargipfel. Kleine Straßen führen nach Norden und nach Westen zum Nachbardorf Laho (Aldeia Laho). Zwischen den beiden Dörfern liegt bereits in der Aldeia Laho die Grundschule Mazop. Südlich vom Dorf Mazop fließt der Masi, ein Nebenfluss des Loumea.